# Vestit pressuritzat

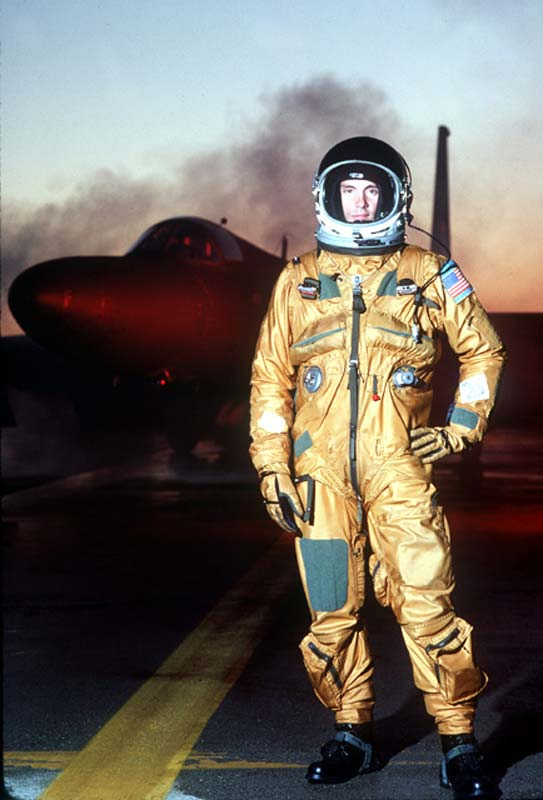
Un vestit de pilot de l'U-2

Un vestit pressuritzat és un vestit protector usat pels pilots d'altitud que poden volar a altituds on la pressió atmosfèrica és massa baixa perquè una persona desprotegida pugui sobreviure, fins i tot respirant oxigen pur a pressió positiva. Aquests vestits poden ser a pressió completa (p. ex. un vestit espacial) o de pressió parcial (com el pot utilitzar un tripulant aeri). Els vestits de pressió parcial funcionen proporcionant una contrapressió mecànica per ajudar a respirar en altitud.